# Малени плавац
Малени плавац (лат. Cupido minimus) врста је лептира из породице плаваца (лат. Lycaenidae).

## Опис врсте
Оба пола имају смеђа крила, али је код мужјака понекад видљив плавичасти тон. Живи на истим стаништима као и сличне врсте, па се распознаје по томе што је упадљиво мањи и без репића на задњем крилу.

## Распрострањење и станиште
Честа врста, како у Европи тако и у Србији. 

## Биљке хранитељке
Основна биљка хранитељка је белодун (Anthyllis vulneraria).